# Oculus Rift
Oculus Rift er et sæt elektroniske briller der gør det muligt at indtræde en helt ny verden. Brillerne blev udviklet af firmaet Oculus, der blev stiftet af en ung mand ved navn Palmer Luckey, som lavede sin første prototype i sit eget hjem. Med brillerne er man ikke mere personen, der styrer hovedpersonen i computerspillet, men man er hovedpersonen i computerspillet. Dette ændrer den måde hvorpå computerspil bliver spillet, og bevæger det væk fra at se på en skærm, til at være inde i en computergeneret verden. Dette skaber en "immersive" oplevelse, der gør det muligt at føle sig helt inde i spillet og være en del af den verden, som man før i tiden kun så fjernt på. Lige nu er der følgende versioner af Riften:

## Developer kit
Developer kit, fra nu af kaldt DK, var den første version af Riften som blev udgivet. Den blev produceret efter, at firmaet bag brillen, Oculus, havde indsamlet over 2,4 mio. dollars på platformen Kickstarter, der hjælper innovative personer i gang med diverse projekter. De specifikationer som DK indeholdte er følgende:
- Skærmopløsning: 1280 x 800 px
- Pixel anlægget: RGB
- OLED: Nej
- Skærm størrelse: 7 tommer
- Skærmproducent og model: Innolux HJ070IA-02D 7″ LCD
- Latency: 50-60 ms
- Low persistence: Nej
- Opdateringshastighed: 60Hz
- Orientations sporing: Ja
- Positions sporing: Nej
- Gyroskop, accelerometer& magnetometer: Ja
- FOV = 110 grader
- 3D = Stereoskopisk

- Crystal Cove

- Developer kit 2

- Crescent Bay